# Колобовский дом
Доходный дом Колобовых — памятник архитектуры. Расположен в Петроградском районе Санкт-Петербурга, современный адрес дома — улица Ленина, 8.
Здание построено в 1908—1910 годах С. Г. Гингером при участии М. И. фон Вилькена (завершавшего постройку) и в 1912 году получило диплом на городском конкурсе фасадов. В здании соединены два необычных для города приёма планировки: треугольные дворы, открытые в переулок, позволившие увеличить протяжённость стен, обращённых на юг, и курдонёр со стороны улицы (появившийся вопреки задумке архитектора — изначально проект подчинялся требованию разной высотности разных фасадов в зависимости от ширины улиц, на которую они выходят, разрешение было получено владельцами уже во время строительства), въезд в который закрыт оградой, по сторонам от которой находятся эркеры с атлантами. Здание украшено галереями, аркадами, лоджиями и угловой круглой башней-ротондой.